# 天溷增一
鯨魚座12，又名BD-04 54，HD 2637、SAO 128791、HR 117，是鯨魚座的一颗恒星，视星等为5.72，位于銀經109.57，銀緯-66.27，其B1900.0坐标为赤經0h 24m 56.1s，赤緯-4° -66.27′ 35″。